# الکساندرویس، لویر سیلسین ویوودشیپ
الکساندرویس، لویر سیلسین ویوودشیپ (به لاتین: Aleksandrowice, Lower Silesian Voivodeship) یک منطقهٔ مسکونی در لهستان است که در Gmina Wińsko واقع شده‌است.